# NRJ DJ Awards 2012
La 1e cérémonie des NRJ DJ Awards s'est déroulée le 7 novembre 2012 en ouverture du Salon du MICS (Monaco International Clubbing Show) rassemblement international des professionnels de la nuit qui a lieu chaque année à Monaco.

## Palmarès

### Meilleur DJ français
- David Guetta
  -  Antoine Clamaran
  -  Bob Sinclar
  -  Arno Cost
  -  Joachim Garraud
  -  Laurent Wolf
  -  Martin Solveig

### Meilleur DJ international
- Avicii
  -  Afrojack
  -  Armin Van Buuren
  -  Axwell (Swedish House Mafia)
  -  Deadmau5
  -  Redfoo (LMFAO)
  -  Tiësto

### Révélation francophone de l'année
- Basto
  -  C2C
  -  Cedric Gervais
  -  DJ Assad
  -  Madeon
  -  Michael Calfan
  -  Michaël Canitrot

### Révélation internationale de l'année
- Global Deejays
  -  Chuckie
  -  Hardwell
  -  Laidback Luke
  -  Nervo
  -  Nicky Romero
  -  Skrillex

### Meilleure performance live de l'année
- David Guetta
  -  Axwell (Swedish House Mafia)
  -  Birdy Nam Nam
  -  Joachim Garraud
  -  Justice
  -  Martin Solveig
  -  Tiësto

### Prix d'honneur
- Bob Sinclar : meilleur clip de l'année avec Groupie.
- Martin Solveig : meilleure collaboration de l'année avec Madonna.
- Joachim Garraud : meilleure communauté de fans.
- Antoine Clamaran : DJ Award d'Honneur 2012.

## Artistes et personnalités présentes
- Antoine Clamaran
- apl.de.ap
- Basto
- Bob Sinclar
- Global Deejays
- Jean-Roch
- Joachim Garraud
- Martin Solveig
- Michael Calfan
- Tara McDonald